# Heilig-Geist-Tor

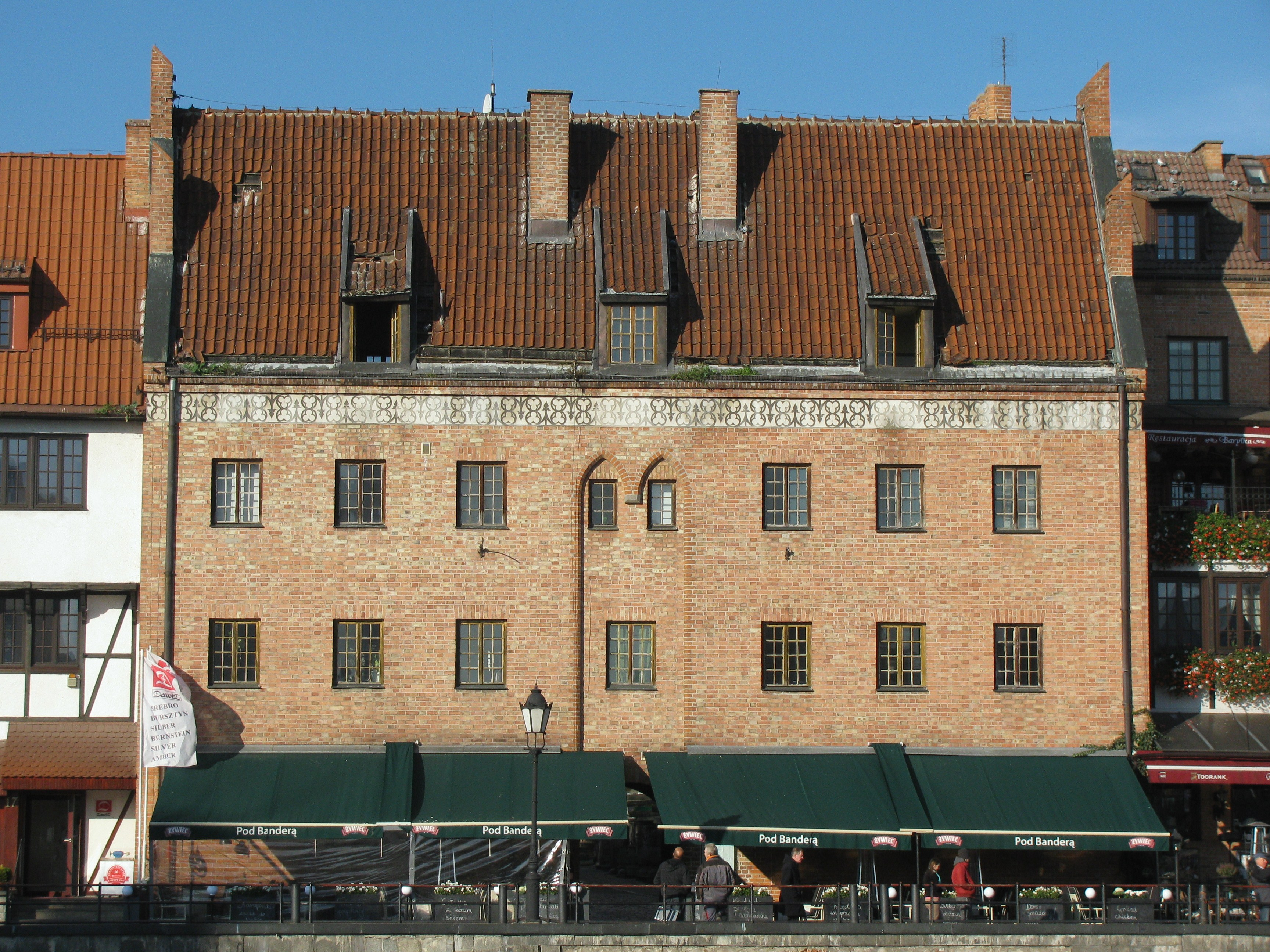
Das Heilig-Geist-Tor

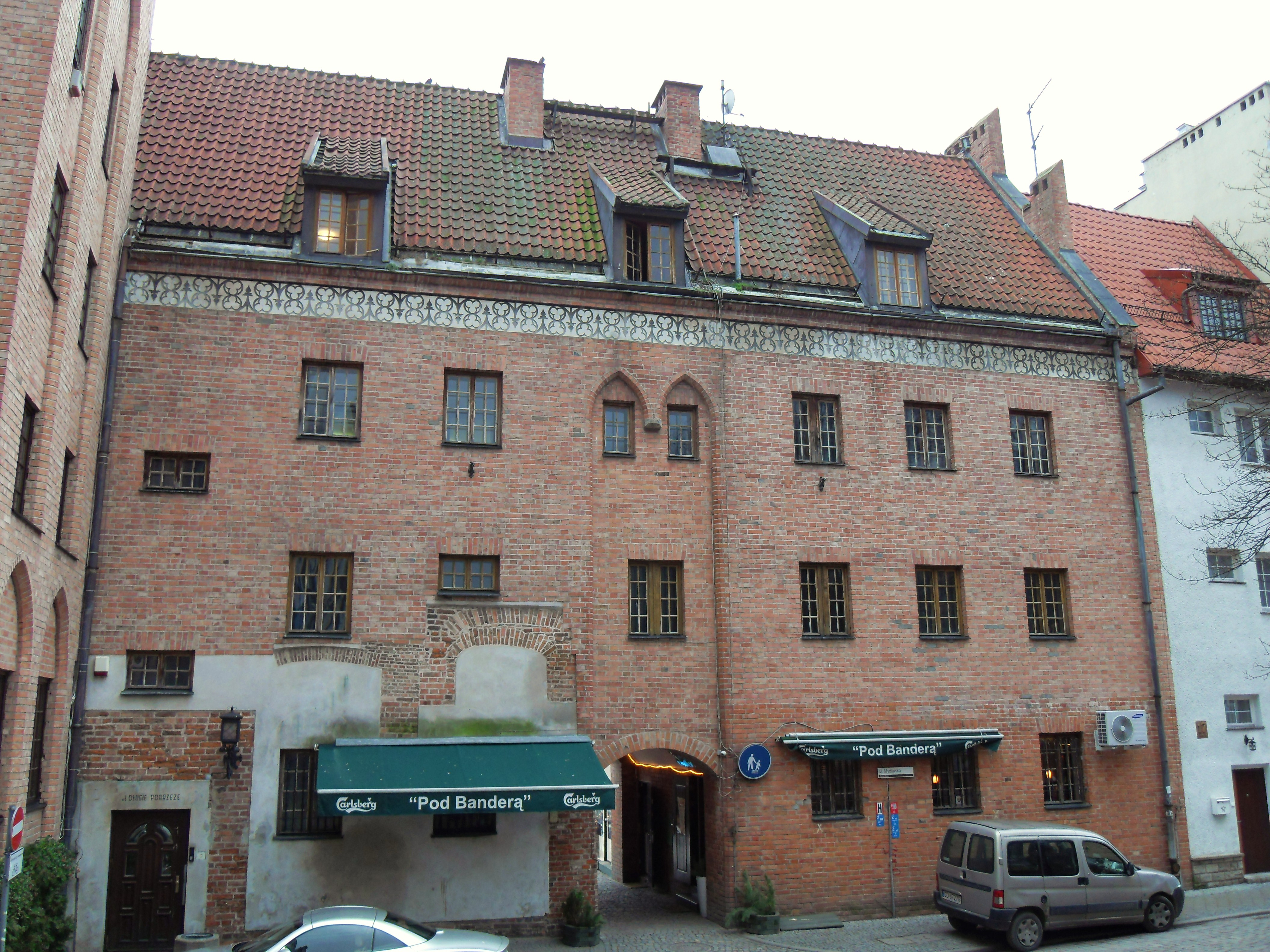
Stadtseite des Tores

Das Heilig-Geist-Tor (polnisch Brama Świętego Ducha) gehört zu den Danziger Wassertoren am Ufer der Motława (deutsch Mottlau). Es wurde nach der Heilig-Geist-Gasse benannt, an deren Ende es sich befindet. Das Tor stammt vom Ende des 14. Jahrhunderts und gehört zu den älteren Wassertoren der Rechtstadt.
Das Bauwerk diente militärischen und wirtschaftlichen Zwecken, im ersten Stock befanden sich Lagerräume. Vor dem Tor befand sich die Heilige-Geist-Brücke, ein Schiffsanleger, der später zum Teil der Langen Brücke wurde. Im 16. Jahrhundert verlor es seinen Befestigungscharakter und wurde in Wohnungen und Werkstätten umgebaut. Umbauten des neunzehnten Jahrhunderts führten zum endgültigen Verlust der historischen Form. Im März 1945 wurde das Gebäude vollständig zerstört.
Das Tor wurde 1985–1987 als Bürohaus der staatliche Verlagsagentur wieder aufgebaut. Architektonisch ist es den historischen Darstellungen der ersten Wassertore nachempfunden. Das Tor ist ein dreistöckiges Gebäude mit sieben Fensterachsen und einer Länge von 26 Metern und 7,5 Metern Breite. Mit einem steilen Dach steht es traufständig an der Langen Brücke. An Stadt- und Wasserseite zeigt es jeweils drei Dachgauben und ist mit Sgraffito-Friesen verziert.
In der Folge der Tore an der Mottlau steht es zwischen Frauentor (Brama Mariacka) im Süden und dem Krantor (Żuraw) im Norden.
Vom Tor führt eine Fußgängerbrücke zur Speicherinsel. Diese wurde technisch als Drehbrücke ausgeführt und bis Ende 2019 fertiggestellt.
Die baulichen Reste aus dem 14. und 17. Jahrhundert wurden unter der Nummer 319 am 27. Februar 1967 in die Denkmalliste der Woiwodschaft Pommern eingetragen.